# Burton Swifts
Die Burton Swifts (offiziell: Burton Swifts Football Club) waren ein englischer Fußballverein aus der Stadt Burton upon Trent, gelegen in der Grafschaft Staffordshire. Sie wurden 1871 gegründet und schlossen sich im Jahr 1892 der Football League Second Division an. Dort spielte der Klub bis zur Fusion im Jahr 1901 mit dem Konkurrenten Burton Wanderers zu Burton United.

## Vereinsgeschichte
Die Burton Swifts wurden im Jahr 1871 gegründet. Zunächst trat der Verein als Outward Star FC an, bevor er 1873 den Namen Burton Swifts übernahm. Lange Zeit beschränkten sich die Spiele in der Rugbyhochburg Burton upon Trent auf Freundschaftsbegegnungen. Im Jahr 1881 nahmen die Burton Swifts dann erstmals am Burton and District Challenge Cup teil, aber die Erfolge hielten sich zunächst in Grenzen. Ab 1885 versuchten sie die Swifts im Birmingham Senior Cup und erreichten in der weiteren Klubgeschichte zweimal das Halbfinale. Die erste Spielstätte Shobnall Street lag in dem Vorort Horninglow und war nicht viel mehr als eine Grünfläche im Naherholungsgebiet. In der Saison 1889/90 richtete der Verein dann seine Heimspiele im Stadion Derby Turn aus, das gleichzeitig für Leichtathletikwettbewerbe und darüber hinaus von den rivalisierenden Burton Wanderers genutzt wurde.
Nach einem Jahr in der regionalen Liga The Combination in der Saison 1890/91 schlossen sich die Burton Swifts im Jahr 1891 der nationalen Football Alliance an. Nach einem für einen Neuling dort beachtlichen fünften Rang (bei zwölf teilnehmenden Teams), trotz 52 Gegentoren in 22 Spielen, setzte der Klub seine sportliche Aufwärtsentwicklung fort und wurde 1892 Gründungsmitglied der Football League Second Division. Dort etablierten sich die Swifts mit jeweils zwei sechsten Rängen, aber das Niveau konnte die Mannschaft fortan nicht mehr halten. Zwar blieben die Swifts noch bis 1901 der Second Division erhalten, konnten dabei aber nie einen einstelligen Abschlusstabellenplatz erreichen. Als Heimspielstätte diente in dieser Zeit Peel Croft, die dann ab 1901 von dem Rugbyklub Burton RFC genutzt wurde. Die Defensive blieb bei den Swifts der große Schwachpunkt und in jeder Saison kassierten sie jeweils mehr als 60 Gegentreffer. Höchster Sieg war ein 7:0 in der Saison 1893/94 gegen Middlesbrough Ironopolis; die deutlichste Niederlage war ein 0:9 in der Spielzeit 1897/98 gegen Manchester City.
Die Probleme der Burton Swifts waren struktureller Natur. Da Burton nur 40.000 Einwohner beherbergte, hielt sich der Zuschauerzuspruch in Grenzen. Neben den Swifts waren die Burton Wanderers zeitweise ebenfalls in der zweithöchsten englischen Liga aktiv. Die Wanderers waren darüber hinaus der etwas populärere Klub und auch der Rugbysport galt als große Konkurrenz. Die Swifts wechselten dazu oft die Trikotfarben, was den Wiedererkennungseffekt erschwerte. Um die Kräfte künftig zu bündeln, schlossen sich im Jahr 1901 die Swifts mit den Wanderers zusammen. Das dadurch entstandene Burton United agierte fortan bis 1907 weiter in der Football League Second Division und löste sich seinerseits dann drei Jahre später auf.

## Titel/Auszeichnungen
- Staffordshire Senior Cup (1): 1892